# Documentation de base
Pour les articles homonymes, voir DB.
La documentation de base (DB) est rédigée et éditée par la direction générale des Impôts.
Il s'agit d'un commentaire synthétique et structuré des dispositions fiscales.
Initialement publiée pour la formation des agents de la DGI, la DB est désormais opposable à l'administration[réf. nécessaire] et publiée en ligne.
Elle constitue, avec les BOI, les réponses aux parlementaires et les décisions de rescrit ce que les fiscalistes appellent la doctrine administrative. Celle-ci revêt la plus grande importance, tant la norme fiscale est parfois susceptible d'interprétation.